# Raşit Tolun
Raşit Tolun (ur. 29 lutego 1920 w Stambule, zm. 23 kwietnia 2000) – turecki narciarz alpejski, olimpijczyk (1948).
Wystąpił na zimowych igrzyskach olimpijskich w Sankt Moritz w 1948 roku. Wystąpił w dwóch konkurencjach narciarstwa alpejskiego – w slalomie był 58., a w zjeździe zajął 87. miejsce.

## Igrzyska olimpijskie
| Igrzyska          | Konkurencja | Przejazd 1 | Przejazd 1 | Przejazd 2 | Przejazd 2 | Łącznie | Łącznie | Strata | Zwycięzca      |
| Igrzyska          | Konkurencja | Czas       | Miejsce    | Czas       | Miejsce    | Czas    | Miejsce | Strata | Zwycięzca      |
| ----------------- | ----------- | ---------- | ---------- | ---------- | ---------- | ------- | ------- | ------ | -------------- |
| Sankt Moritz 1948 | Zjazd       | N/A        | N/A        | N/A        | N/A        | 4:12,1  | 87.     | 1:17,1 | Henri Oreiller |
| Sankt Moritz 1948 | Slalom      | 2:04,8     | 58.        | 1:37,2     | 57.        | 3:42,0  | 58.     | 1:31,7 | Edy Reinalter  |